# Тамбралинга
Царство Тамбралинга (тайск. อาณาจักรตามพรลิงค์) — государство, существовавшее в VII — XIV веках на Малаккском полуострове. Большую часть своей истории находилось под влиянием малайского государства Шривиджая. С XII века полностью самостоятельно. Государство известно из упоминаний в различных хрониках, при этом тождественность упоминаемых в различных хрониках государств не является очевидной и не всеми историками разделяется. Большинство историков считает, что Тамбралинга является предшественником государства Накхонситхаммарат, и что с конца XIV века она известна под этим названием. Разрыв в упоминаниях между Тамбралингой и Накхонситхаммаратом предположительно связан с уничтожением города Накхонситхаммарат и соответствующим разрывом в хрониках.
Государство упоминается как «Полинь» в хрониках с периода династии Тан (618—907) до начала династии Мин (1368—1644). Оно платило дань Китаю в 640, 648, 818, 860 и 873 годах. Полинь большинство историков отождествляет с «Данмалинь», частью Шривиджаи, расположенной на той части Малаккского полуострова, которая сейчас входит в Таиланд. Возможно, что «Полинь» соответствует также странам, известным из других источников: Джавака (шри-ланкийские), Савака (тамильские), Забай и Забака (арабские), Тамбралингам и Тамбралингарат (индийские).